# دانشگاه آزاد اسلامی واحد علوم و تحقیقات اراک
دانشگاه آزاد اسلامی واحد علوم و تحقیقات اراک، از زیرمجموعه‌های دانشگاه آزاد اسلامی در سال ۱۳۸۸ خورشیدی در شهر اراک تأسیس شد. این دانشگاه در ابتدا ۱۵ رشته آغاز به کار کرد و در سال ۱۳۹۲ تعداد رشته‌های آن به ۲۲ رشته رسیده‌ است.

## رشته‌های تحصیلی
از جمله رشته‌های تحصیلی این دانشگاه می‌توان به حقوق، مدیریت، مشاوره و راهنمایی، ریاضی، شیمی، میکروبیولوژی، مهندسی عمران، مهندسی معماری، ساخت و تولید، طراحی کاربردی و تبدیل انرژی اشاره کرد.

## جنجال صدور مدرک فارغ التحصیلی
پس از تغییر ریاست دانشگاه آزاد اسلامی و بر کناری عبدالله جاسبی، واحدهای دانشگاهی علوم تحقیقات شهرستان به مشکل صدور مدرک مواجه شده‌اند و هم‌اکنون فارغ التحصیلان این دانشگاه و سایر دانشگاه‌های علوم و تحقیقات شهرستان بیش از سه سال منتظر صدور مدارک دانش نامه خود هستند. متأسفانه مسئولان دانشگاه پاسخ مناسب سر باز می‌زنند.

## پیگیری دانشجویان مهندسی عمران جهت صدور مدارک فارغ التحصیلی(دانشنامه و موقت)
با توجه به فارغ‌التحصیل شدن دانشجویان ورودی سال‌های ۸۸ و ۸۹ رشته مهندسی عمران - مکانیک خاک و پی و سازه دانشگاه آزاد اسلامی واحد علوم و تحقیقات مرکزی - اراک و با توجه به پیگیری‌های مکرر از سوی دانشجویان جهت صادر شدن مدرک گواهی موقت و دانش نامه، متأسفانه هیچ‌گونه پاسخی از سوی مسئولین دانشگاه آزاد اسلامی واحد علوم و تحقیقات مرکزی - اراک، داده نشده‌است و هم‌چنین این موضوع از طریق دانشجویان به معاونت آموزشی و بازرسی سازمان مرکزی دانشگاه آزاد اسلامی ارجاع داده شده‌است که پاسخ آن‌ها حاکی از این بوده‌است که به دلیل اینکه دانشگاه‌های واحد پردیس علوم تحقیقات استان‌ها که مستقل نشده‌اند و فاقد اعضای هیئت علمی می‌باشند مجوز صدور مدرک را ندارند و فقط به رشته‌هایی که در دانشگاه علوم تحقیقات تهران در مقطع کارشناسی ارشد موجود می‌باشند، مجوز صدور گواهی موقت داده می‌شود.
لذا جهت یادآوری داوطلبان تکمیل ظرفیت ارشد کنکور سراسری دانشگاه آزاد اسلامی واحدهای پردیس علوم تحقیقات می‌رساند که چنانچه تمایل به انتخاب رشته ارشد در تکمیل ظرفیت دارید از رشته‌هایی انتخاب نمایید که در مقطع ارشد دانشگاه علوم تحقیقات تهران موجود باشد تا پول و وقت شما  بیهوده تلف نشود، چرا که بعد از فارغ‌التحصیل شدن فقط باید انتظار کبری جهت فقط صدور گواهی موقت بکشید.

## دستاوردهای پژوهشی
در سال ۱۳۹۱ تیم نو اندیشان دانشگاه آزاد اسلامی واحد علوم و تحقیقات اراک با ساخت هواپیمای بدون سرنشین موفق شد به مرحله نهایی اولین دوره مسابقات ملی طراحی و ساخت هواپیمای بدون سرنشین راه پیدا کند. از کاربردهای هواپیمای ساخته شده که مرصاد نام داشت می‌توان به استفاده در صنایع نظامی، عملیات‌های شناسایی مخفیانه بر ارتفاعات پست و بالای ۲۰۰۰ متر از سطح زمین، کنترل ترافیک کلان شهرها، کنترل و هدایت در موارد خاص برای استفاده در سیستم مدیریت بحران کلان شهرها، کنترل و نظارت هوایی برای عیب یابی ایستگاه‌های برق و خطوط توزیع فشارقوی و خطوط انتقال نفت به پالایشگاه‌ها و... اشاره کرد.